# حوضه آبریز هامون جازموریان

موقعیت حوضه آبریز هامون جازموریان

حوضه آبریز هامون جازموریان یکی از حوضه‌های بستهٔ ایران است که در تقسیم‌بندی حوضه‌های آبریز ایران، حوضهٔ فرعی به شمار می‌رود و زیرمجموعهٔ حوضهٔ آبریز فلات مرکزی است. مساحت این حوضه، ۶۹٬۳۹۰ کیلومتر مربع است. رودها و مسیل‌های این حوضه وارد دریاچه هامون جازموریان می‌شوند.

## جغرافیا
این حوضه در استان‌های سیستان و بلوچستان و کرمان قرار دارد و رودهای اصلی آن بمپور و هلیل‌رود هستند. پژوهش‌های زمین‌شناسی نشان داده‌اند که این حوضه در دوران اخیر مسدود شده و در گذشته، رودهای آن به دریای عمان می‌ریخته‌اند. چین‌خوردگی زمین باعث ایجاد چالهٔ جازموریان شده‌است. آب دریاچه به دلیل وجود بستر شنی و قلوه‌سنگی در زمین نفوذ می‌کند. ارتفاعات اصلی این حوضه شامل کوه‌های جبال بارز و کوه شاه در شمال و کوه بشاگرد در جنوب هستند. حوضه جازموریان دارای اقلیم بیابانی است و رژیم بارندگی آن، مدیترانه‌ای با بارش غالب زمستانی است. به علت نبود پوشش گیاهی، بارندگی در این حوضه منجر به ایجاد سیلاب و فرسایش شدید خاک می‌شود.

## زیرحوضه‌ها
برپایهٔ دستور العمل تقسیم‌بندی حوضه‌های ایران، حوضهٔ آبریز هامون جازموریان به زیرحوضه‌های زیر تقسیم می‌شود:
| کد  | نام اختصاری زیرحوضه | مساحت کیلومتر مربع | تعداد زیرحوضه‌ها |
| --- | ------------------- | ------------------ | --------------- |
| ۴۵۱ | هلیل‌رود             | ۲۲٬۴۰۵             | ۵               |
| ۴۵۲ | جنوب جازموریان      | ۱۴٬۸۰۶             | ۳               |
| ۴۵۳ | رود بمپور           | ۲۴٬۵۵۹             | ۷               |
| ۴۵۴ | شمال جازموریان      | ۵٬۵۴۹              | ۲               |
| ۴۵۵ | پهنهٔ جازموریان      | ۲٬۰۷۱              | –               |